# Scotopteryx angustifasciata
Scotopteryx angustifasciata là một loài bướm đêm trong họ Geometridae.